# 森凱維奇夫卡

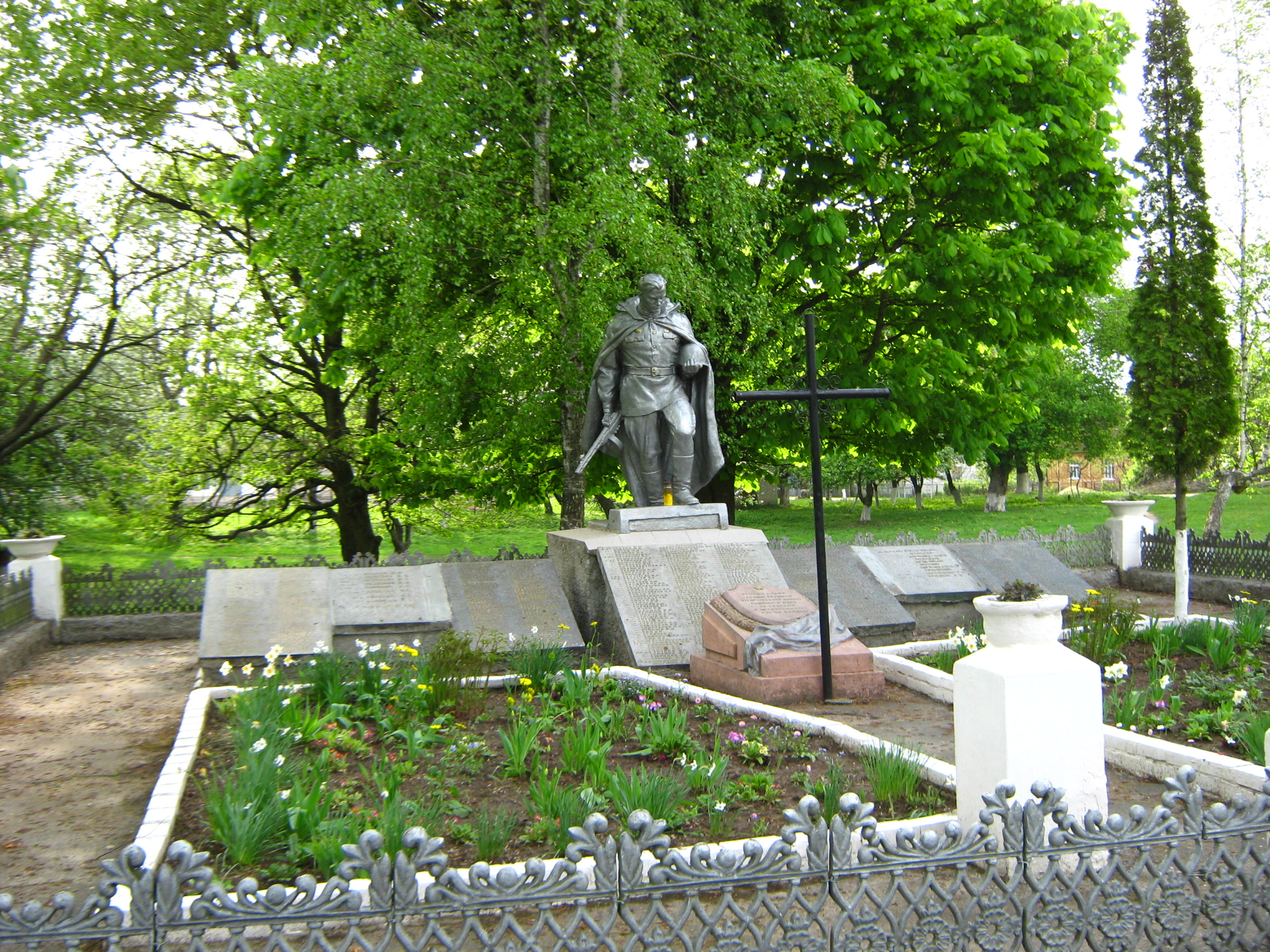

50°31′45″N 25°2′18″E / 50.52917°N 25.03833°E
森凯維奇夫卡（羅馬化：Senkevychivka）是烏克蘭西北部沃倫州盧茨克區霍罗迪谢市镇内的市級鎮。盧茨克處於該鎮東北面31公里，始建於1924年，面積2.34平方公里，人口1,200，人口密度每平方公里576人。